# Hindu lengtematen

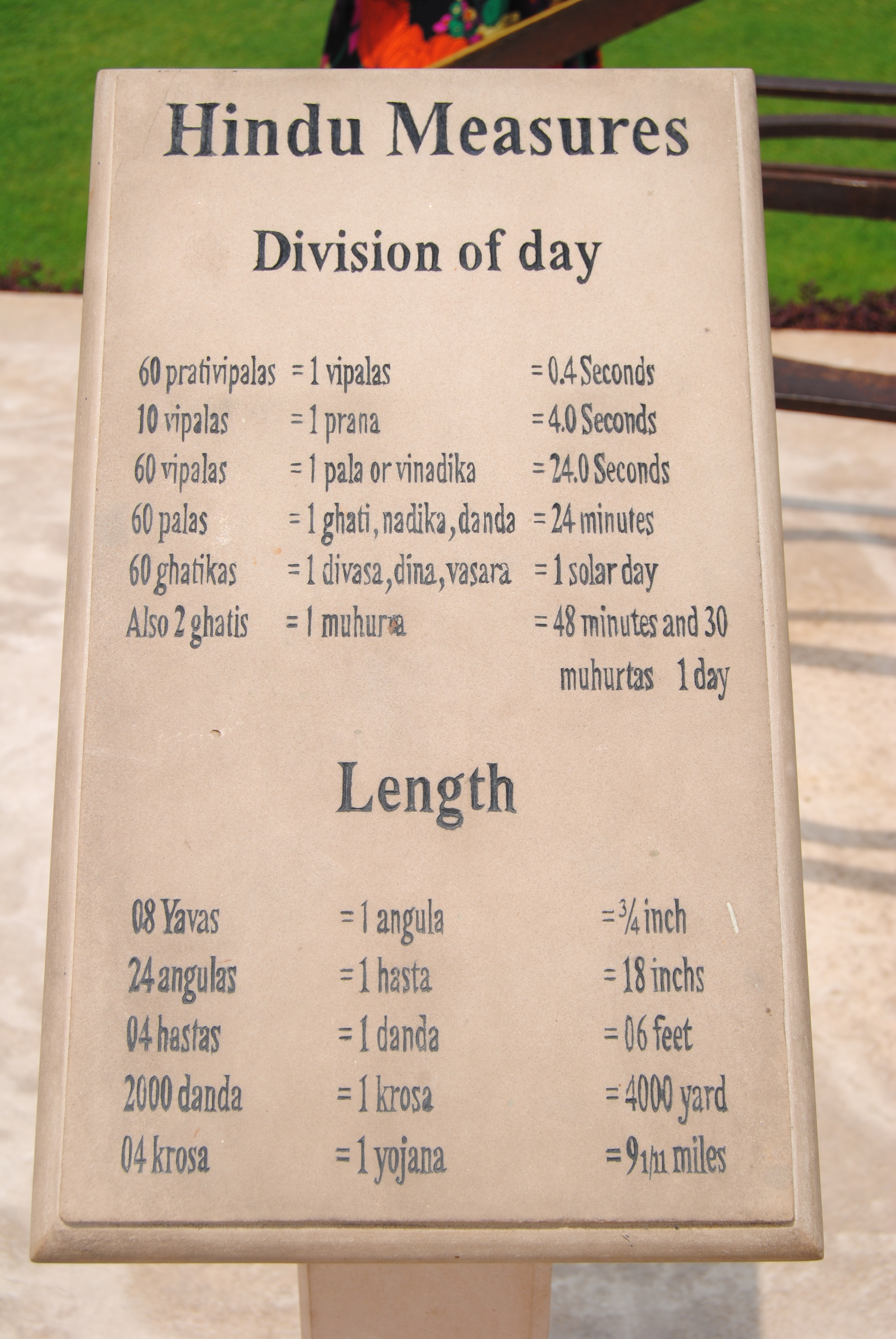
Bord op Jantar Mantar

De Hindu lengetematen zijn een overzicht van de oude lengtematen die door de mensen in India werden gebruikt. 

## Overzicht
| hoeveelheid | maat     | SI maat      |
| ----------- | -------- | ------------ |
| 8 yavas     | 1 angula | 0,0190 meter |
| 24 angulas  | 1 hasta  | 0,458 meter  |
| 4 hastas    | 1 danda  | 1,83 meter   |
| 2000 danda  | 1 krosa  | 3657 meter   |
| 4 krosa     | 1 yojana | 14 630 meter |